# أثاث بشري
أثاث بشري هو أثاث يتم استخدام جسم الإنسان بدلاً من أشياء مثل الصواني، الكراسي، الطاولات، الخزائن أو أشياء أخرى ظهرت أمثلة على الأثاث البشرية في المواد الإباحية والفن الحديث.

## فن
في الفن، يمكن استخدام عارضات عارية أو شبه عارية كأثاث لإضافة تأثير مثير أو جمالي. تمثال ألين جونز، مشجب طاولة وكرسي هي من الأمثلة الكلاسيكية لعرض الأثاث البشري في الفن.